# Niedermakedonien

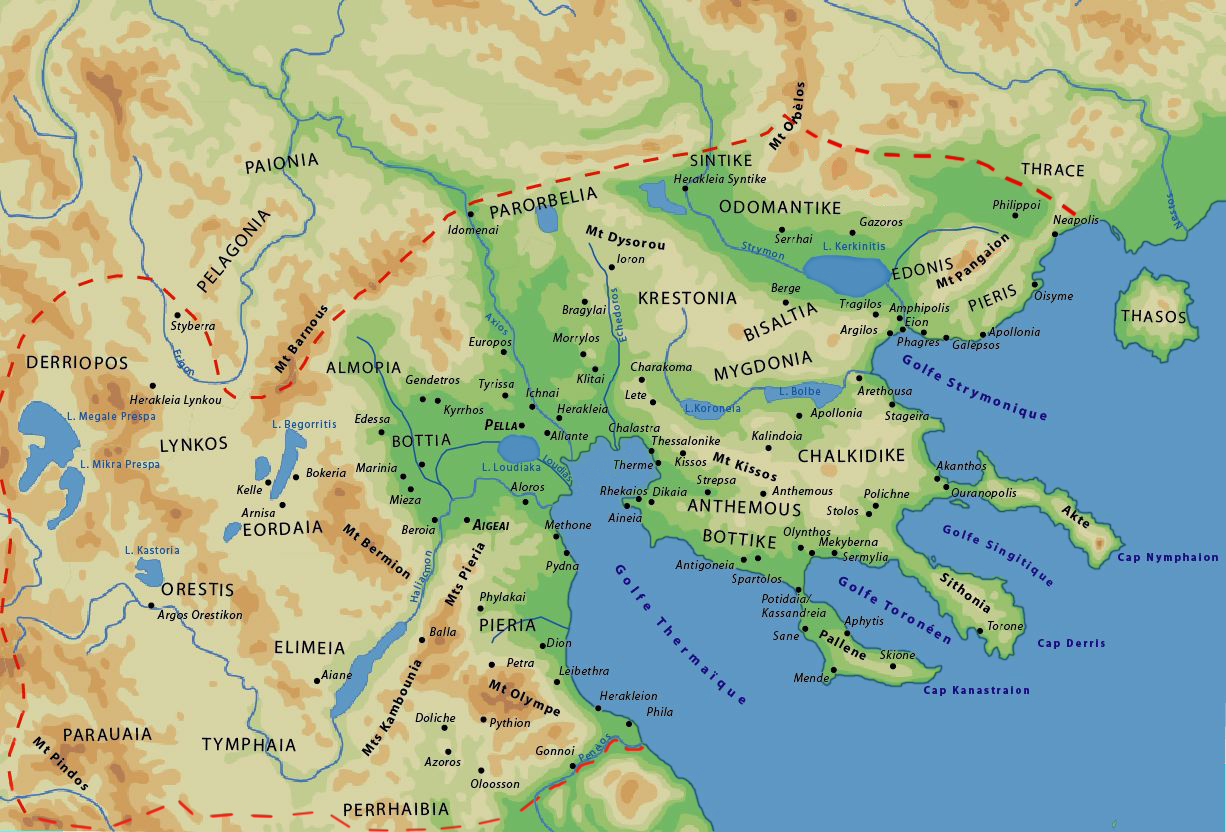
Die Landschaften des antiken Makedoniens und der Chalkidiki

Niedermakedonien (griechisch κάτω Μακεδονία kátō Makedonía auch unteres Makedonien) ist ein geographischer Begriff, mit dem zusammengefasst die tiefliegenden Küstenlandschaften des antiken Makedoniens beschrieben werden. Gebraucht wurde dieser Begriff bereits im 5. Jahrhundert v. Chr. von Thukydides, für seine Beschreibung des Herrschaftsbereichs des Königs Perdikkas II. Der betreffende Raum war in etwa deckungsgleich mit der heutigen griechischen Region Zentralmakedonien mit Ausnahme der Chalkidiki-Halbinsel.
Geographisch umgrenzt wird Niedermakedonien im Westen von dem Höhenzug des Vermio (Bermion), hinter dem sich Obermakedonien erhebt, und im Südwesten von dem des Olympos, der die Grenze zu Thessalien darstellt. Im Norden erheben sich die Gebirgszüge des Balkans, die in der Antike von den Paioniern bewohnt wurden. Im Osten markierte das Tal des Strymon (Struma) die Grenze zu Thrakien. Im Süden hat das am thermaischen Golf gelegene Land Zugang zum Ägäischen Meer, wobei eine geradlinige Küstenlinie durch die Chalkidiki-Halbinsel unterbrochen wird, die aus historischen Gründen nicht zu Niedermakedonien gezählt wird, wenngleich sie in der spätklassischen Zeit erobert wurde.
Niedermakedonien unterschied sich von dem gebirgigen und von einer kargen Vegetation geprägten Obermakedonien durch seinen Wasserreichtum, der aus den Flüssen Aliakmonas, Lydias (Loudias) mit seinem See, Axios (Vardar) und Strymon (Struma) geschöpft werden konnte und der die Bedingungen für eine intensive landwirtschaftliche Nutzung seines Bodens gewährleistete. Bewohnt wurde das Land in archaischer Zeit von diversen Kleinstämmen, die gelegentlich der Volksgruppe der Phryger hinzugerechnet werden. Etwa ab dem 12. vorchristlichen Jahrhundert wanderten von den Bergen Obermakedoniens kommend die Makedonen in die Küstenregion hinab und begannen das Land zwischen Olympos und dem Axios zu besetzen. Die alteingesessenen Stämme der Pierianer und Bottiaianer wurden auf die Chalkidiki und nach Thrakien verdrängt, lediglich ihre Namen blieben mit ihren ehemaligen Wohnsitzen verbunden. Pieria, Bottiaia (das homerische Imathia) und Amphaxitis mit dem Axios als Grenzfluss waren also die ersten von den Makedonen besiedelten niederländischen Gebiete, die dort aus einer steigenden Population bedingt eine urbane Zivilisation begründen konnten, die aus der im hohen Grad betriebenen Landwirtschaft resultierte. Bedeutende Städte waren unter anderem Beroia, Aigai, Mieza, Edessa, Pydna, Dion, Pella und Europos. Unter den ersten Argeaden bildeten Pieria und Bottiaia schon sehr früh ein geschlossenes Herrschaftsterritorium, das zur Basis ihres späteren, ganz Makedonien umfassenden Königtums wurde.
Unter Perdikkas II. und seinen unmittelbaren Vorfahren war im 5. vorchristlichen Jahrhundert eine Expansion der Königsmacht erfolgt, nach deren Ende die Konsolidierung Niedermakedoniens abgeschlossen war. Nach Norden wurden Almopia und den Axios hinauf die Feste Idomenai als Grenze zu den Paioniern gewonnen. Im Osten wurde durch die Annexion von Mygdonia, Krestonia und Bisaltia die Grenze zu den Thrakern vom Axios bis zum Strymon verschoben. Unter Archelaos I. wurde Aigai als Königssitz aufgegeben, der in das nun zentraler gelegene Pella verlegt wurde.
Die Ostgrenze Makedoniens wurde erst wieder von Philipp II. in der Mitte des 4. Jahrhunderts v. Chr. über den Strymon hinaus bis an den Nestos verschoben, durch die Eroberung von Odomantika, Edonia und Pieris bis zum Pangaion mit seinen großen Goldvorkommen. Bedeutende Städte hier waren Amphipolis, Herakleia Sintike und Philippi. Das neuannektierte Land zwischen Strymos und Nestos wird allerdings nicht mehr zur historischen Region Niedermakedonien gezählt. Es umfasste den westlichen Abschnitt der heutigen Region Ostmakedonien und Thrakien.